# 瓦西尔·查诺夫
瓦西尔·查诺夫·瓦西列夫（英語：Vasil Tsanov Vasilev，1922年3月30日—1994年），是保加利亚共产党中央书记处书记，保加利亚交通部部长、农业部部长。